# Русский Кукмор
Русский Кукмор (мар. Руш Кукмарий, от руш — «русский», кук, курык — «горный» и мари — «мариец») — деревня в Медведевском районе Республики Марий Эл России. Административный центр Русско-Кукморского сельского поселения. Численность населения — 1895 (2019) человек.

## Этимология названия
Названия «Кукмарь», «Кукмор», «Кукмур» — это фонетические варианты одного слова. По происхождению «Кукмарий» («Кукмарь») состоит из двух слов: кук из курык — «гора», «горный» и мари — «мариец» — «горные марийцы». Название означает, что первопоселенцами были марийцы с правого берега реки Волга.

## Географическое положение
Находится в 20 км на восток от административного центра района пгт. Медведево и в 15 км на восток от столицы республики города Йошкар-Ола.
Располагается по берегам реки Пестра у её впадения в реку Монага.

## История
За селом Ежово во времена правления Екатерины II образовался посёлок Кукмор. Постепенно сюда стали приезжать крестьяне из других губерний. Численность населения деревни в 1763 году была небольшой: 16 мужчин, 17 женщин.
Первые поселенцы деревни корчевали лес, кустарники, готовили пашню, пригодную для посева зерновых культур. В 1838 году деревня Русский Кукмор имела 70 дворов, где проживали 222 мужские души.
Река Пестра, которая берёт начало в оврагах, разделяет деревню на 2 части. Одна часть деревни, расположенная за перекрёстком, получила название Верхотина. Другая часть от проулка до конца называлась Низмина, остальные части деревни жители называли Зарека и Починок. Бьющие в оврагах ключи имели свои названия: Фёдоров, Мишенин, Акаев. В конце деревни были ворота, именуемые Полевые.
В Русском Кукморе была небольшая деревянная, обшитая тёсом церковь. В большие религиозные праздники службу вёл священник Суртовской церкви.
Кроме 4 ветряных мельниц вблизи Русского Кукмора на реке Монаге была построена водяная мельница. В деревне находился маслозавод.
В числе первых одноклассных земских училищ было Русско-Кукморское. Оно открылось в 1878 году, а в 1905 году преобразовано в начальную школу. Занятия проходили в частном доме. В 1913 году школа размещалась в новом здании.
По состоянию на 1 января 1923 года в деревне уже было 120 крестьянских дворов, где проживали 580 жителей.
В январе 1931 года на территории деревни образовался колхоз имени Ильича. В 1934 году в колхозе имелись 48 лошадей, птицеферма, кузница, лесосушилка, ветряная мельница. Колхоз получал большие доходы от выращивания льна. В 1935 году на колхозном поле впервые появился трактор.
64 жителя деревни Русский Кукмор не вернулись с Великой Отечественной войны. Из них погибли 17 человек, 37 пропали без вести, умерли от ран 10 человек.
После окончания войны в колхозе имени Ильича начал работать медпункт. На территории колхоза были почта и магазин.
В 1950-е — начале 1960-х годов проходило объединение мелких колхозов с более крупными. 8 мелких колхозов, расположенных на территории Русско-Кукморской администрации, были объединены в колхоз имени Ленина. С созданием этого сельхозпредприятия стало улучшаться материальное положение жителей деревни.
К концу 1965 года за счёт передачи земель из совхозов «Семёновский» и «Азановский» был создан совхоз «Суртовский» с плодово-ягодным направлением. Он имел 3439 га земли. Поголовье скота к этому времени составляло: крупного рогатого скота — 608 голов, в том числе коров — 384; лошадей — 41 голова, 66 пчелосемей. Имелись 32 трактора, 24 плуга, 11 сеялок, 10 сенокосилок, 8 зерновых комбайнов, автомобили и другая сельхозтехника.
Центральная усадьба застраивалась по генеральному плану. В жилой зоне возводились многоэтажные дома с удобствами, детский комбинат на 140 мест, столовая на 50 посадочных мест, магазин, комплексный приёмный пункт, гостиница, Дом культуры на 300 мест со спортзалом и другие социально-культурные и хозяйственные объекты.
В 2001 году в деревне Русский Кукмор имелось 507 дворов, где проживали 1850 человек, 457 личных подсобных хозяйств. К 2002 году в деревне в 503 частных домах проживали 586 человек, в 15 ведомственных — 1266 человек.

## Население
| 2010 | 2011  | 2012  | 2014  | 2017  | 2019  |
| ---- | ----- | ----- | ----- | ----- | ----- |
| 1809 | ↗1856 | ↘1849 | ↗1883 | ↗1890 | ↗1895 |

Национальный состав
| № |         | Численность населения, чел. (2014) | % от всего |
| - | ------- | ---------------------------------- | ---------- |
|   | всего   | 1883                               | 100,00 %   |
| 1 | Русские | 955                                | 50,72 %    |
| 2 | Марийцы | 871                                | 46,26 %    |
| 3 | Татары  | 33                                 | 1,75 %     |
| 4 | Чуваши  | 24                                 | 1,27 %     |

## Экономика

### Сельское хозяйство
- Племзавод «Семёновский».

### Транспорт
Протяжённость улично-дорожной сети — 6,3 км. Покрытие — асфальт и щебень.

## Культура и образование

### Культура
- Русскокукморский культурно-досуговый центр.
- Русскокукморская детская школа искусств.

### Образование
- Русскокукморская средняя общеобразовательная школа.
- Русскокукморский детский сад «Яблочко».

## Здравоохранение
- Русско-Кукморская амбулатория.
- Русско-Кукморский ветеринарный участок.

## Известные жители
- Замятина Серафима Матвеевна (1895—1953) — русский советский педагог. Завуч, директор Русско-Кукморской 7-летней школы Семёновского / Медведевского района Марийской АССР (1931―1953). Одна из первых в Марийской республике заслуженный учитель школы Марийской АССР (1941). Кавалер ордена Ленина (1949).